# Tetranchyroderma polyacanthum
Tetranchyroderma polyacanthum is een buikharige uit de familie Thaumastodermatidae. Het dier komt uit het geslacht Tetranchyroderma. Tetranchyroderma polyacanthum werd in 1927 voor het eerst wetenschappelijk beschreven door Remane. 